# Innan regnet faller
Innan regnet faller (originaltitel: Пред дождот, Pred doždot) är en makedonsk dramafilm från 1994, skriven och regisserad av Milcho Manchevski. Filmen vann Guldlejonet 1994 (delat med Länge leve kärleken). Den var också nominerad till en Oscar för bästa internationella långfilm vid Oscarsgalan 1995. Filmen var länge bara tillgänglig på VHS, men släpptes på DVD av Criterion Collection i juni 2008.

## Rollista
- Katrin Cartlidge – Anne
- Rade Šerbedžija – Aleksandar
- Grégoire Colin – Kiril
- Labina Mitevska – Zamira
- Jay Villiers – Nick
- Silvija Stojanovska – Hana
- Phyllida Law – Annes mor